# Gorillaz
Gorillaz – wirtualny zespół założony przez Damona Albarna i Jamie Hewletta w 1998 tworzący muzykę będącą połączeniem hip-hopu, rocka i innych gatunków muzycznych. Zespół cechuje nietypowy, wirtualny image. W rzeczywistości w zespole od strony muzycznej na stałe jest tylko Damon Albarn, który współpracuje z bardzo wieloma różnymi muzykami na potrzeby danego utworu. Przez wiele pierwszych lat członkowie nie pokazywali się osobiście, nawet na koncertach (z wyjątkiem pięciu występów w Manchesterze i Nowym Jorku) czy rozdaniach nagród, a zastępowali to wirtualnymi postaciami zespołu Gorillaz (2-D, Noodle, Murdoc oraz Russel). Obecnie Albarn otwarcie występuje osobiście na koncertach wraz z całym gronem współpracujących muzyków w składzie zależnym od granego utworu.

## Historia
Zespół oficjalnie dzieli swoją historię na „fazy” ang. phase.

### Phase One: Celebrity Takedown
Gorillaz zadebiutował w 2000 minialbumem Tomorrow Comes Today. Wkrótce później otwarto stronę internetową www.gorillaz.com, która przedstawiała Kong Studios, czyli studio nagraniowe i zarazem dom członków Gorillaz. Zespół zdobył popularność wydając 5 marca 2001 singel Clint Eastwood. Wkrótce potem (26 marca 2001) ukazał się pierwszy album studyjny, zatytułowany Gorillaz. Promowały go jeszcze trzy single: 19/2000, Rock the House i Tomorrow Comes Today. Dwa ostatnie cieszyły się dużą popularnością w Wielkiej Brytanii, podczas gdy Clint Eastwood i 19/2000 odnosiły sukcesy w Stanach Zjednoczonych. Utwór 19/2000 został umieszczony na ścieżce dźwiękowej gry komputerowej FIFA 2002. Pod koniec roku 2001 zespół nagrał razem z D12 (bez udziału Eminema) piosenkę potępiającą ataki z 11 września 2001. Nosiła tytuł 911 i towarzyszył jej trzydziestosekundowy miniklip. W tym samym czasie wydano album G-Sides na rynku japońskim. Była to kompilacja stron B singli z pierwszego albumu (utwory, które nie zmieściły się na tamtym albumie). Niedługo potem odbył się pierwszy koncert Gorillaz – zespół pojawił się na Brit Awards 2002 jako animacje wyświetlane na wielkich ekranach. Wykonano utwór Clint Eastwood, przy którym rapował zespół Phi Life Cypher. W połowie 2002 roku grupa Spacemonkeyz wydała cover-album pierwszej płyty Gorillaz, pod nazwą Laika Come Home. Ukazał się też jeden singel Lil’ Dub Chefin’ (cover M1A1), do którego później nakręcono teledysk.
W listopadzie 2002 roku zespół wydał swoje pierwsze DVD zatytułowane Phase One: Celebrity Takedown. Znajdowały się tam wszystkie wideoklipy Gorillaz, jakie dotąd powstały: Clint Eastwood, 19/2000, Rock the House, Tomorrow Comes Today i ukryty klip Lil’ Dub Chefin’, a także krótkie kreskówki z udziałem zespołu zwane The Gorillaz Bites, dwa występy na żywo, film dokumentalny, który stworzyli Damon i Jammie, niedokończony teledysk do piosenki 5/4 i wiele różnych dodatków.

### Phase Two: Slowboat To Hades
8 grudnia 2002 na oficjalnej stronie zespołu pojawił się nowy klip, który można było obejrzeć jedynie na tej witrynie. Był to jedyny nieoficjalny teledysk Gorillaz – Rock It. Ogłoszony został konkurs, którego zwycięzca miał pomóc w tworzeniu jednego z teledysków zespołu. Niedługo po tym została wydana druga promocyjna książeczka, 2005 Promo Booklet z dziełami Jamiego Hewletta. Nowy album, Demon Days, ukazał się w 2005. Pierwszym oficjalnie opublikowanym utworem został „Dirty Harry”, który ukazał się na winylowej płycie (12"), ale na pierwszy singel wybrano piosenkę Feel Good Inc. Singel ten zadebiutował na dwudziestym drugim miejscu brytyjskich list przebojów już tydzień przed wydaniem Demon Days. Stało się tak, ponieważ płytę można było kupić tydzień przed premierą w sklepach internetowych. Po premierze albumu Feel Good Inc. awansował na drugie miejsce i utrzymał tę pozycję przez osiem następnych tygodni (nigdy wcześniej żaden singel zespołu nie uzyskał takiego wyniku). W tym samym czasie album Demon Days zdobył pierwsze miejsce, ale spadł na dwudzieste dziewiąte w czasie siedmiu tygodni. Podobnie było z pozostałymi dwoma singlami, które zaraz po swojej publikacji uzyskały pierwsze miejsca na światowych listach przebojów. Były to: Dare i Dirty Harry. Jamie Hewlett 6 listopada 2005 roku poinformował za pośrednictwem strony internetowej Gorillaz-Unofficial, że wydany zostanie czwarty singel – „El Mañana” (później ogłoszono, że będzie to podwójny singel – El Mañana/Kids With Guns). Zwycięzca wspomnianego konkursu miał pomóc przy produkcji teledysku El Mañana. 2 kwietnia 2006 roku album Demon Days uzyskał status pięciokrotnej platynowej płyty, osiągając w niecały rok sprzedaż w wielkości co najmniej 1 500 000 egzemplarzy w samej Wielkiej Brytanii, bijąc tym samym rekord, ustanowiony przez album Parklife zespołu Blur (założonego przez Damona Albarna).
W listopadzie 2005 roku Gorillaz rozpoczął koncerty promujące album Demon Days. Pięć występów z rzędu w Manchester Opera House w dniach 1–5 listopada z okazji Manchester International Festival zostało zarejestrowanych, 27 marca wydano DVD Demon Days Live z zapisem wideo z tych koncertów. Zaraz po wydaniu DVD Gorillaz powtórzył serię koncertów, ale tym razem w Apollo Theatre, w Nowym Jorku. Odbyły się one w dniach 2–6 kwietnia 2006 roku. Te koncerty również były rejestrowane, lecz nie zostały wydane na DVD. Można je było obejrzeć w internecie.
30 października na rynku ukazało się trzecie DVD zespołu, Phase Two: Slowboat To Hades, formą przypominające Phase One: Celebrity Takedown. Następnie Gorillaz wydał nowy album, podobnie jak w wypadku G-Sides złożony z utworów, które nie znalazły się na albumie studyjnym. D-Sides jest albumem dwupłytowym, pierwszy dysk zawiera odrzucone utwory z sesji Demon Days, a drugi – remiksy utworów z tej sesji.
W roku 2005 w Lizbonie zespół zdobył nagrodę MTV Europe Music Awards 2005 dla najlepszego zespołu. Nominowany był dodatkowo w kategorii Najlepszy Wideoklip oraz Najlepsza Piosenka za Feel Good Inc.

### Phase Three: Plastic Beach
14 stycznia 2009 roku Damon Albarn wystąpił gościnnie w roli DJ-a w BBC Radio 1, gdzie zaprezentował wersje demo utworów, które mogą ukazać się na nowym albumie, który miał być zatytułowany Carousel i wydany w marcu 2010 roku. Były to: Electric Shock, Broken oraz „Stylo”. Ostatecznie album wydano pod tytułem Plastic Beach, a jego premiera miała miejsce 8 marca 2010 roku. Podobnie jak w przypadku Demon Days, na albumie pojawili się liczni poboczni wykonawcy.

## Obecność w kulturze popularnej
26 października 2006 roku na rynku brytyjskim pojawiła się książka autobiograficzna zatytułowana Rise of the Ogre. Została napisana przez Cass’a Browne’a oraz członków zespołu Gorillaz. Liczy 304 strony, została zilustrowana przez jednego z członków zespołu, Jamiego Hewletta.
We wrześniu 2007 rozpoczęła się produkcja do filmu dokumentalnego pod tytułem Bananaz, który przedstawia całą karierę zespołu Gorillaz. Po raz pierwszy zaprezentowany został na Berlin Film Festival 7 lutego 2008 roku. Światowa premiera filmu miała miejsce 20 kwietnia 2009 roku na łamach serwisu Babelgum.

## Zespół i Polska
Zespół wystąpił pierwszy raz w Polsce 14 czerwca 2017 w Warszawie, następny występ w Polsce odbył się 18 czerwca w Katowicach w Międzynarodowym Centrum Kongresowym w ramach minitrasy koncertowej po Europie promującej album Humanz. W 2018 zespół wystąpił na Open’er Festival.

## Skład
- Damon Albarn
- Jamie Hewlett

Wirtualni członkowie
- 2-D – wokal, keyboard
- Noodle – gitara akustyczna
- Murdoc Niccals – gitara basowa
- Russel Hobbs – perkusja

## Dyskografia

### Albumy
| Rok  | Tytuł | Pozycja na liście | Pozycja na liście | Pozycja na liście | Pozycja na liście | Pozycja na liście | Certyfikat                                        |
| Rok  | Tytuł | USA               | CAN               | UK                | FRA               | POL               | Certyfikat                                        |
| ---- | --- | ----------------- | ----------------- | ----------------- | ----------------- | ----------------- | ------------------------------------------------- |
| 2000 | Tomorrow Comes Today (EP) - Data: 27 listopada 2000 - Wydawca: Parlophone                                        | –                 | –                 | –                 | –                 | –                 |                                                   |
| 2001 | Gorillaz - Data: 26 marca 2001 - Wydawca: Parlophone                                                             | 14                | 13                | 3                 | 7                 | –                 | - UK: 2x platyna - USA: platyna                   |
| 2002 | G-Sides - Data: 11 marca 2002 - Wydawca: EMI                                                                     | 84                | –                 | 65                | –                 | –                 |                                                   |
| 2002 | Spacemonkeyz Versus Gorillaz – Laika Come Home - Data: 1 lipca 2002 - Wydawca: EMI                               | 156               | –                 | –                 | 118               | –                 |                                                   |
| 2005 | Demon Days - Data: 23 maja 2005 - Wydawca: EMI, Parlophone                                                       | 6                 | 5                 | 1                 | 1                 | 13                | - UK: 5x platyna - USA: 2x platyna - POL: platyna |
| 2007 | D-Sides - Data: 19 listopada 2007 - Wydawca: EMI, Parlophone, Virgin                                             | 71                | –                 | 63                | 102               | –                 |                                                   |
| 2010 | Plastic Beach - Data: 3 marca 2010 - Wydawca: Parlophone, Virgin                                                 | 2                 | 3                 | 2                 | 2                 | 7                 | - UK: platyna                                     |
| 2010 | The Fall - Data: 25 grudnia 2010 - Wydawca: Parlophone                                                           | 24                | –                 | 12                | 20                | –                 |                                                   |
| 2011 | The Singles Collection 2001–2011 - Data: 28 listopada 2011 - Wydawca: Parlophone                                 | –                 | –                 | 46                | 111               | –                 | - POL: złoto                                      |
| 2017 | Humanz - Data: 28 kwietnia 2017 - Wydawca: Parlophone, Warner Bros. Records                                      | 2                 | 2                 | 2                 | 2                 | 19                | - POL: złoto                                      |
| 2018 | The Now Now - Data: 29 czerwca 2018 - Wydawca: Parlophone, Warner Bros. Records                                  | 4                 |                   | 5                 | 6                 |                   |                                                   |
| 2020 | Song Machine, Season One: Strange Timez - Data: 23 października 2020 - Wydawca: Parlophone, Warner Bros. Records | 12                |                   | 2                 | 19                |                   |                                                   |
| 2023 | Cracker Island - Data: 24 lutego 2023 - Wydawca: Parlophone, Warner Bros. Records                                | 3                 |                   | 1                 | 3                 |                   |                                                   |

### Single
| Rok  | Tytuł                          | Pozycja na liście | Pozycja na liście | Album                 |
| Rok  | Tytuł                          | USA               | UK                | Album                 |
| ---- | ------------------------------ | ----------------- | ----------------- | --------------------- |
| 2001 | „Clint Eastwood”               | 57                | 4                 | Gorillaz              |
| 2001 | „19/2000”                      | –                 | 6                 | Gorillaz              |
| 2001 | „Rock the House”               | –                 | 18                | Gorillaz              |
| 2002 | „Tomorrow Comes Today”         | –                 | 33                | Gorillaz              |
| 2002 | „Lil’ Dub Chefin’”             | –                 | 73                | Laika Come Home       |
| 2005 | „Feel Good Inc.”               | 14                | 2                 | Demon Days            |
| 2005 | „DARE”                         | 87                | 1                 | Demon Days            |
| 2005 | „Dirty Harry”                  | –                 | 6                 | Demon Days            |
| 2006 | „El Mañana/Kids With Guns”     | –                 | 27                | Demon Days            |
| 2010 | „Stylo”                        | –                 | –                 | Plastic Beach         |
| 2010 | „Superfast Jellyfish”          | –                 | –                 | Plastic Beach         |
| 2010 | „On Melancholy Hill”           | –                 | 78                | Plastic Beach         |
| 2010 | „Rhinestone Eyes”              | –                 | –                 | Plastic Beach         |
| 2010 | „Doncamatic (All Played Out)”  | –                 | 37                | –                     |
| 2011 | „Revolving Doors / Amarillo”   | –                 | –                 | The Fall              |
| 2012 | „DoYaThing”                    | –                 | –                 | –                     |
| 2017 | „Saturn Barz”                  | –                 | 87                | Humanz                |
| 2017 | „We Got the Power”             | –                 | –                 | Humanz                |
| 2017 | „Ascension”                    | –                 | 91                | Humanz                |
| 2017 | „Andromeda”                    | –                 | –                 | Humanz                |
| 2017 | „Let Me Out”                   | –                 | –                 | Humanz                |
| 2017 | „The Apprentice”               | –                 | –                 | Humanz (Deluxe)       |
| 2017 | „Sleeping Powder”              | –                 | –                 | –                     |
| 2017 | „Strobellite”                  | –                 | –                 | Humanz                |
| 2017 | „Garage Palace”                | –                 | –                 | Humanz (Super Deluxe) |
| 2017 | „Andromeda (D.R.A.M. Special)” | –                 | –                 | Humanz (Super Deluxe) |
| 2018 | „Humility”                     | 85                | 81                | The Now Now           |
| 2018 | „Lake Zurich”                  | –                 | –                 | The Now Now           |
| 2018 | „Sorcererz”                    | –                 | –                 | The Now Now           |
| 2018 | „Fire Flies”                   | –                 | –                 | The Now Now           |
| 2018 | „Hollywood”                    | –                 | –                 | The Now Now           |
| 2018 | „Tranz”                        | –                 | –                 | The Now Now           |
| 2020 | „Momentary Bliss”              | –                 | 58                | Song Machine          |
| 2020 | „Pac-Man”                      | –                 | –                 | Song Machine          |

## Wideografia
| Rok  | Tytuł                                                                           |
| ---- | ------------------------------------------------------------------------------- |
| 2002 | Phase One: Celebrity Takedown - Data: 19 listopada 2002 - Wydawca: Parlophone   |
| 2006 | Demon Days Live - Data: 27 marca 2006 - Wydawca: Parlophone                     |
| 2006 | Phase Two: Slowboat To Hades - Data: 30 października 2006 - Wydawca: Parlophone |

## Teledyski
| Rok  | Tytuł                      | Reżyseria                                           |
| ---- | -------------------------- | --------------------------------------------------- |
| 2001 | „Clint Eastwood”           | Jamie Hewlett, Pete Candeland                       |
| 2001 | „19/2000”                  | Jamie Hewlett, Pete Candeland                       |
| 2001 | „Rock the House”           | Jamie Hewlett, Pete Candeland                       |
| 2002 | „Tomorrow Comes Today”     | Jamie Hewlett, Pete Candeland                       |
| 2002 | „Lil’ Dub Chefin’”         | Jamie Hewlett, Pete Candeland                       |
| 2005 | „Feel Good Inc.”           | Jamie Hewlett, Pete Candeland                       |
| 2005 | „DARE”                     | Jamie Hewlett, Pete Candeland                       |
| 2006 | „Dirty Harry”              | Jamie Hewlett, Pete Candeland                       |
| 2006 | „El Mañana/Kids With Guns” | Jamie Hewlett, Pete Candeland                       |
| 2007 | „Rock It”                  | Jamie Hewlett, Pete Candeland                       |
| 2010 | „Stylo”                    | Jamie Hewlett, Pete Candeland                       |
| 2010 | „On Melancholy Hill”       | Jamie Hewlett, Pete Candeland                       |
| 2010 | „Doncamatic”               | Jamie Hewlett, Pete Candeland                       |
| 2011 | „Phoner to Arizona”        | Jamie Hewlett, Pete Candeland                       |
| 2012 | „DoYaThing”                | Jamie Hewlett, Pete Candeland                       |
| 2017 | „Hallelujah Money”         | Gorillaz, Giorgio Testi                             |
| 2017 | „Saturnz Barz”             | Jamie Hewlett                                       |
| 2017 | „Sleeping Powder”          | Jamie Hewlett                                       |
| 2017 | „Strobelite”               | Raoul Skinbeck                                      |
| 2018 | „Humility”                 | Jamie Hewlett, Tim McCourt, Max Taylor, Evan Silver |
| 2020 | „Momentary Bliss”          | Jamie Hewlett, Tim McCourt, Max Taylor              |